# Klec
Klec é uma comuna checa localizada na região da Boêmia do Sul, distrito de Jindřichův Hradec.